# Halenia palmeri
Halenia palmeri là một loài thực vật có hoa trong họ Long đởm. Loài này được A. Gray mô tả khoa học đầu tiên năm 1886.